# 赫尔辛基爱乐乐团

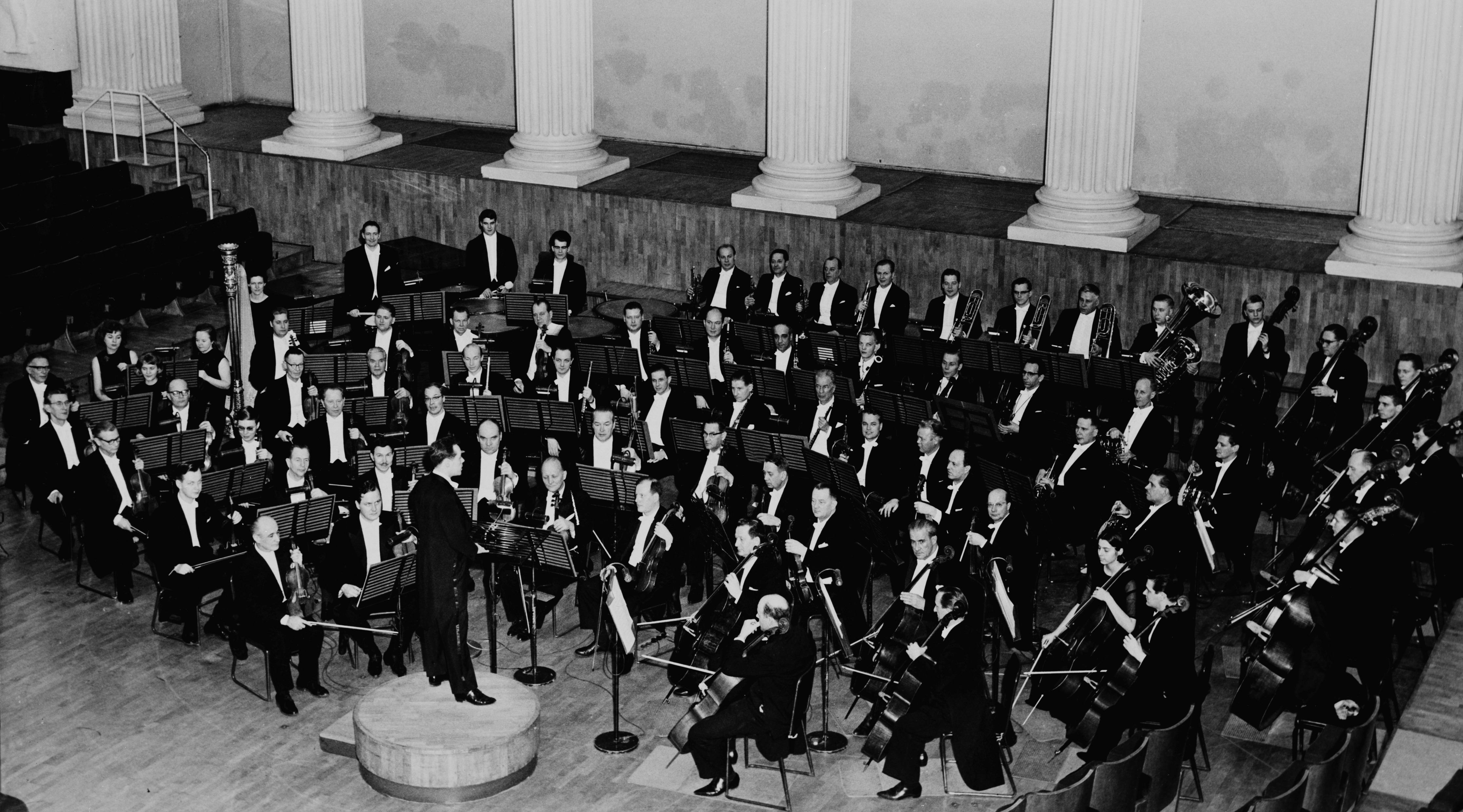
赫尔辛基爱乐乐团于1965年在赫尔辛基大学主厅演出时的场景

赫尔辛基爱乐乐团（芬蘭語：Helsingin kaupunginorkesteri）是一支芬兰赫尔辛基的交响乐团。乐团的现任首席指挥为苏珊娜·迈尔基。
赫尔辛基爱乐乐团曾首演过让·西贝柳斯所创作的大部分交响乐曲，并由西贝柳斯亲自指挥。乐团所发行的唱片中西贝柳斯和劳塔瓦拉的音乐极受欢迎。现今乐团里有102名正式成员，其主场音乐厅为赫尔辛基音乐厅。在赫尔辛基音乐厅建成之前，乐团经常在芬兰大厦中演出。

## 历史
赫尔辛基爱乐乐团是北欧地区中较为古老的职业交响乐团。1882年，作曲家罗伯特·卡亚努斯成立该乐团，并担任该乐团的首席指挥直至1932年。芬兰的交响乐团中，历史更长的只有成立于1790年的图尔库爱乐乐团。
2009年莱夫·塞格斯坦被任命为乐团的名誉首席指挥。
2008年8月18日至23日乐团曾到中国北京、上海和深圳巡回演出。